# Lao She
Lao She (xinès: 舒庆春)  (Pequín, 3 de febrer de 1899 - Taiping Lake, 24 d'agost de 1966), xinès: 老舍, nom de ploma de Shu Qingchun, xinès: 舒慶春, va ser un escriptor i dramaturg xinès, una de les figures més rellevants de la literatura xinesa del segle XX La seva obra més famosa és Luotuo Xiangzi (molt coneguda a Occident), per la traducció anglesa The Rickshaw Boy (‘El noi del Rickshaw'), best-seller a Amèrica i traduïda a moltes llengües.
Va escriure també la novel·la Quatre generacions sota el mateix sostre i la peça Lung Xugou (‘El fossar Barba de Drac’) per la qual se li atorgà el títol d'Artista del Poble.
Se suïcidà a causa de les persecucions que patí durant l'època de la Revolució Cultural. No va ser rehabilitat fins al 1977, moment en què es van començar a republicar moltes de les seves obres.
D'ètnia manxú, en les seves obres destaca un marcat ús del dialecte pequinès. Estava casat amb la pintora Hu Jieqing.

## Biografia
El seu pare era soldat i va morir en uns disturbis urbans durant la Rebel·lió dels bòxers de 1901, quan ell tenia només un any i mig, i la seva família vivia en condicions de penúria econòmica. No va poder assistir a l'escola fins als nou anys, quan va aconseguir una beca per estudiar en una escola primària privada. El 1913 va ingressar en una escola secundària de Pequín, però a causa de les dificultats econòmiques de la família, va haver d'abandonar els estudis. Alguns mesos després, va aprovar l'examen d'ingrés en una escola subvencionada, d'educació gratuïta, on estudiaria fins a graduar-se el 1918. El seu alt rendiment acadèmic li va permetre en aquest moment, amb només 19 anys, obtenir una plaça com a director d'una escola primària. Durant els següents anys es dedicaria a l'ensenyament en diverses institucions de Pequín i Tianjin.
Va ser fortament influït pel Moviment del Quatre de Maig, que segons les seves pròpies paraules el va empènyer a convertir-se en escriptor. El 1921 assistia a classes nocturnes d'anglès en una església protestant, on va començar a assistir a les cerimònies religioses. Es va convertir al cristianisme, sent batejat en 1922.
Entre 1930 i 1937, va residir a la ciutat septentrional de Jinan, capital de la província de Shandong, on va impartir classes a la Universitat de Jilu i a la Universitat de Shandong. Després de la invasió japonesa el 1937, Lao She va formar part d'associacions patriòtiques d'intel·lectuals que donaven suport a la lluita contra la invasió. Durant l'ocupació japonesa, Lao She es va instal·lar a Chongqing, la capital de guerra del govern nacionalista del Kuomintang, aliat amb el Partit Comunista Xinès en un front comú contra la invasió japonesa. El tema de la lluita contra els japonesos l'abordaria en la seva novel·la Quatre generacions sota el mateix sostre, que va començar a escriure en aquesta època.
Després del final de la Segona Guerra Mundial amb la derrota del Japó, Lao She decideix acceptar la invitació per ocupar un lloc de professor als Estats Units el març de 1946. Després de la proclamació de la República Popular de la Xina el 1949, el primer ministre Zhou Enlai va convidar-lo a tornar al país. Lao She torna a la Xina, on es va convertir en un dels escriptors enaltits pel règim comunista, que el considerava un "artista del poble". Va viure còmodament a Pequín ocupant diversos càrrecs institucionals en el món cultural de la República Popular de la Xina fins a l'any 1966 en què, com molts altres intel·lectuals, serà blanc de les crítiques brutals dels guàrdies rojos de la Revolució Cultural maoista.
El 23 d'agost de 1966, en plena Revolució Cultural, Lao She va ser citat en el Temple de Confuci de la capital xinesa al costat d'altres intel·lectuals acusats de "dretanisme". Lao She va ser insultat, vexat i copejat pels guàrdies rojos, primer al Temple de Confuci, i després a una comissaria. Al final del dia se li va permetre tornar a casa amb la seva dona, i li van ordenar tornar l'endemà per continuar les seves sessions d'autocrítica. Segons la versió oficial, l'endemà Lao She estar-se diverses hores a llac de Taiping a Pequín fins que, de nit, es va suïcidar ofegant-s'hi. Altres forts suggereixen que va morir apallissat per la Guàrdia Roja prop del Temple de Confuci.